# Enrique Bernoldi
Enrique Antônio Langue e Silvério de Bernoldi (Curitiba, Brasil, 19 de octubre de 1978) es un piloto brasileño retirado de automovilismo. Corrió dos temporadas de Fórmula 1 para Arrows.
Luego de retirarse de la dicha categoría, fue piloto de pruebas de Lucky Strike BAR Honda de F1 y compitió en categorías como IndyCar Series, Stock Car Brasil, FIA GT o Mundial de Resistencia de la FIA.

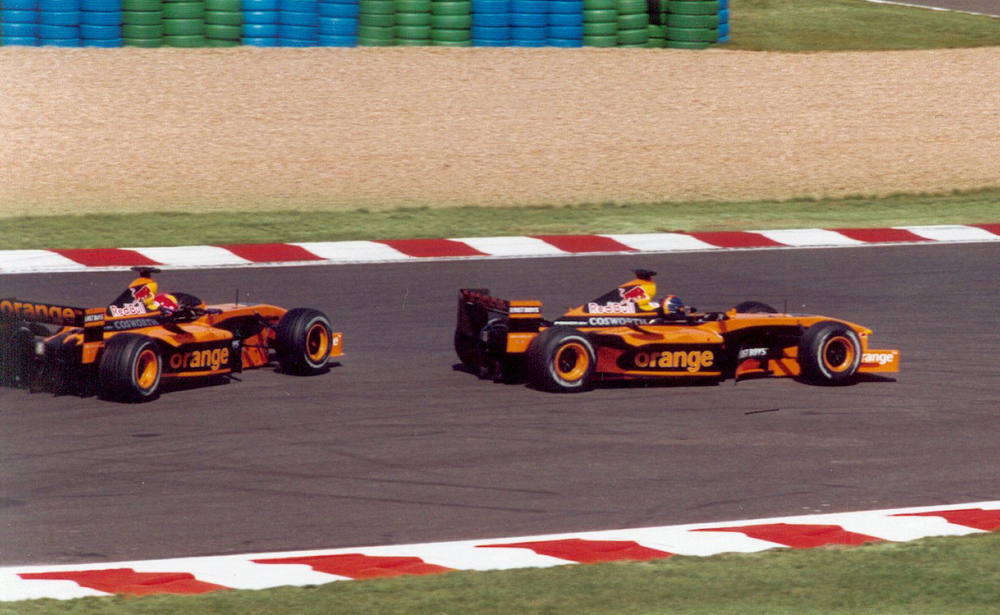
Enrique Bernoldi detrás de Heinz-Harald Frentzen en Francia 2002.

## Resultados

### Fórmula 1
(Clave) (negrita indica pole position) (cursiva indica vuelta rápida)

| Año     | Escudería              | 1       | 2       | 3       | 4       | 5       | 6       | 7      | 8       | 9       | 10      | 11      | 12      | 13      | 14     | 15      | 16     | 17     | Pos. | Puntos |
| ------- | ---------------------- | ------- | ------- | ------- | ------- | ------- | ------- | ------ | ------- | ------- | ------- | ------- | ------- | ------- | ------ | ------- | ------ | ------ | ---- | ------ |
| 2001    | Orange Arrows Asiatech | AUS Ret | MYS Ret | BRA Ret | SMR 10  | ESP Ret | AUT Ret | MON 9  | CAN Ret | EUR Ret | FRA Ret | GBR 14  | GER 8   | HUN Ret | BEL 12 | ITA Ret | USA 13 | JPN 14 | 21.º | 0      |
| 2002    | Orange Arrows          | AUS DSQ | MYS Ret | BRA Ret | SMR Ret | ESP Ret | AUT Ret | MON 12 | CAN Ret | EUR 10  | GBR Ret | FRA DNQ | GER Ret | HUN     | BEL    | ITA     | USA    | JPN    | 22.º | 0      |
| Fuente: |                        |         |         |         |         |         |         |        |         |         |         |         |         |         |        |         |        |        |      |        |

### Turismo Competición 2000
| Año  | Equipo                 | Auto            | 1    | 2   | 3  | 4   | 5   | 6   | 7   | 8   | 9   | 10  | 11 | 12    | 13  | 14  | Res. | Puntos |
| ---- | ---------------------- | --------------- | ---- | --- | -- | --- | --- | --- | --- | --- | --- | --- | -- | ----- | --- | --- | ---- | ------ |
| 2006 |                        |                 | BA I | OLA | CR | VIE | SFE | SJU | SRA | RES | CUR | SMM | GR | BA II | OBE | PAR | -    | -      |
| 2006 | Honda Petrobras Lubrax | Honda Civic VII |      |     |    |     |     |     |     |     |     |     |    | Ret   |     |     | -    | -      |